# Suniops gratiosus
Suniops gratiosus es una especie de coleóptero de la familia Attelabidae.

## Distribución geográfica
Habita en Sumatra y Java  en (Indonesia).